# Sheridan Motor Car Company
Sheridan Motor Car Company war ein US-amerikanischer Hersteller von Automobilen.

## Unternehmensgeschichte
D. A. Burke war Manager bei Buick, einer Abteilung von General Motors. Er hatte Anfang 1920 Entwürfe für zwei Fahrzeuge gemacht. William Durant als Präsident von General Motors war damit zufrieden. Er gründete daraufhin das Unternehmen mit Sitz in Muncie in Indiana. Dort wurde das Werk der aufgelösten Inter-State Automobile Company bezogen. Im gleichen Jahr begann die Produktion von Automobilen. Der Markenname lautete Sheridan.
Wenig später musste Durant General Motors verlassen. Im Sommer 1921 verkaufte General Motors sowohl das Unternehmen als auch die Fabrik an Durant. Am 1. August 1921 endete die Produktion. Durant nutzte anschließend das Werk für seine Durant Motors.
Insgesamt entstanden etwa 800 Fahrzeuge, von denen zwei noch existieren.

## Fahrzeuge
Die Motoren kamen von der Northway Motor and Manufacturing Company, die ebenfalls zu General Motors gehörte.
Das einzige Serienmodell war der 35 HP. Sein Vierzylindermotor leistete 35 PS. Eine Quelle gibt 93,7 mm Bohrung und 133,4 mm Hub an, woraus sich 3679 cm³ Hubraum ergaben. Das Fahrgestell hatte 295 cm Radstand. Zur Wahl standen Roadster, Tourenwagen, Coupé und Limousine. Das Fahrzeug sollte im Sortiment von General Motors die Lücke zwischen Chevrolet und Oakland füllen.
Daneben war ein Modell mit einem Achtzylindermotor geplant, das unterhalb von Cadillac einzuordnen war. Der Motor war mit 80 PS angegeben. Es war ein V8-Motor mit 88,9 mm Bohrung, 114,3 mm Hub und 5676 cm³ Hubraum. Der Radstand betrug 335 cm. Hiervon entstanden nur Prototypen.